# Gruve 1b

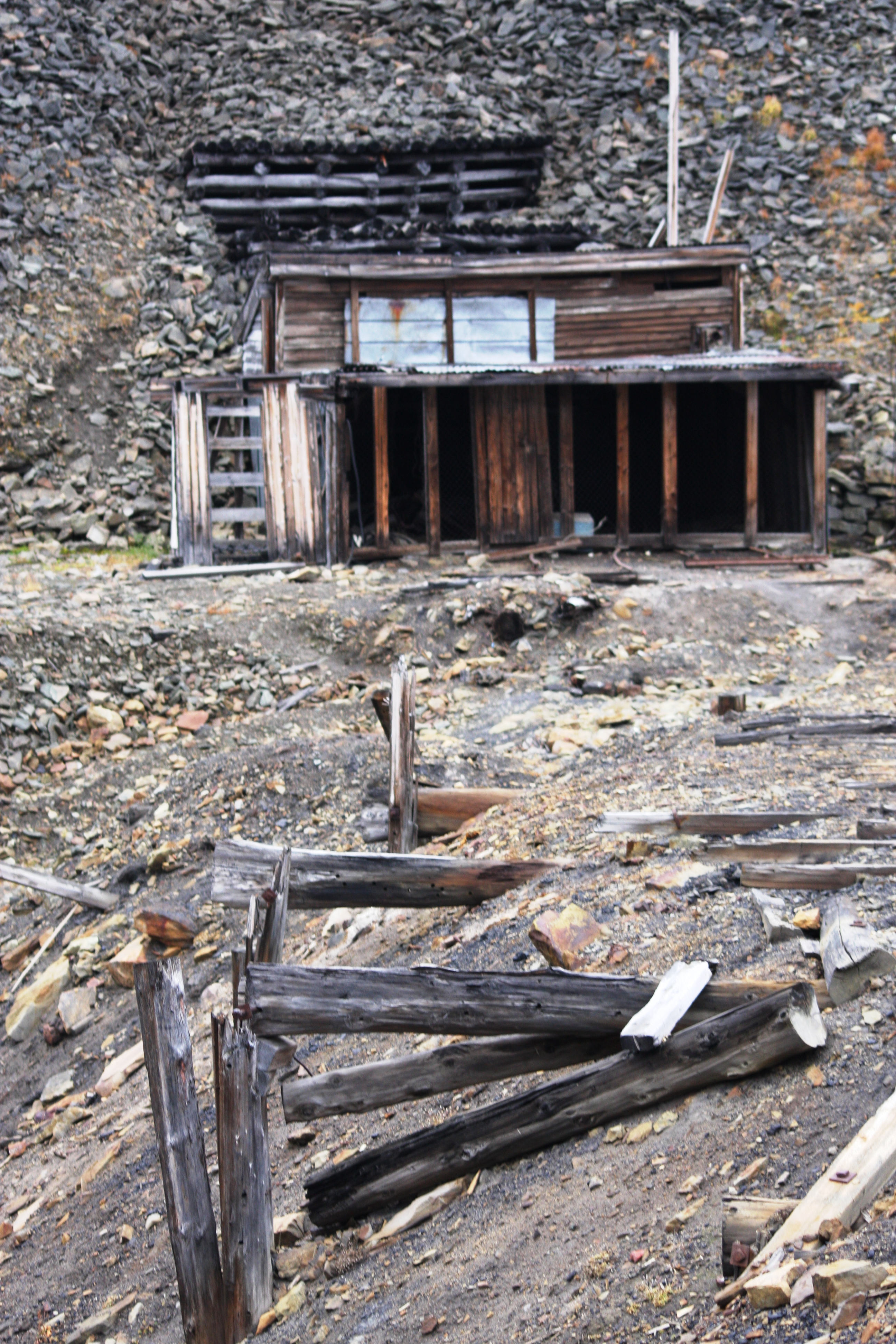
Inslaget till Gruve 1b

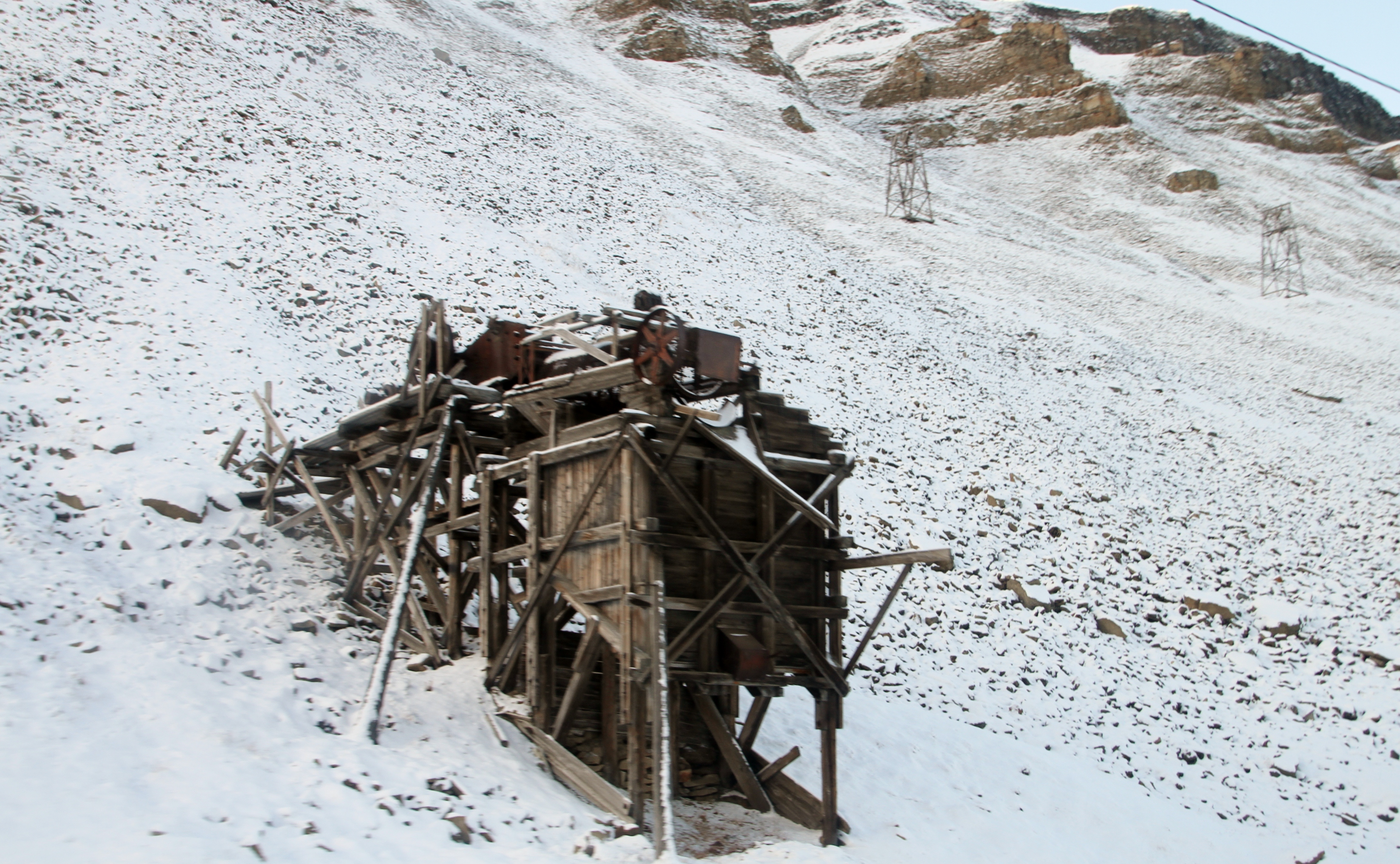
Inslaget och rester av kabelbanan

Gruve 1b var en kolgruva i Longyearbyen.

## Gruve 1a
Trondhjem Spitsbergen Kulkompani hade 1903 etablerat Trøndergruva ovanför Hotellneset vid Adventfjordens mynning i Isfjorden. John Munroe Longyear köpte den 1905, etablerade Arctic Coal Company, grundade  Longyear City och drog igång utvinning i Amerikanergruva, eller Gruve 1a i samma fjällmassiv, men längre in i fjorden.
Gruvan var i drift till 1920, varefter gruvan stängdes av Store Norske Spitsbergen Kulkompani A/S. Den fortsatta utvinningen koncentrerades till Gruve 2 i Sukkertoppen på andra sidan om Longyearälven. 

## Gruve 1b
Under 1930-talet påbörjades parallellt med driften i Gruve 2 en utvinning i Gruve 1b. Denna har ett inslag som ligger på 185 meters höjd över havet en bit in i Longyeardalen från Amerikanergruva/Gruve 1a, mitt över Longyeardalen från det nyare inslaget för Gruve 2. Gruve 1b bröts under åren 1939–1958 med avbrott 1941–1945 samt 1954–1955. Gruvan har en kolflöts som är 0,70–0,90 meter tjock. Stadsdelen Sverdrupbyen byggdes omedelbart under gruvan för de anställda.
Sverdrupbyen undgick den förstörelse som i övrigt drabbade Gamle Longyearbyen i september 1943 av tysk fartygsartilleribeskjutning och ilandsatta demoleringstrupper. Däremot brändes bostadsbarackerna och merparten av övriga byggnader ned som en brandövning 1985.

## Källor

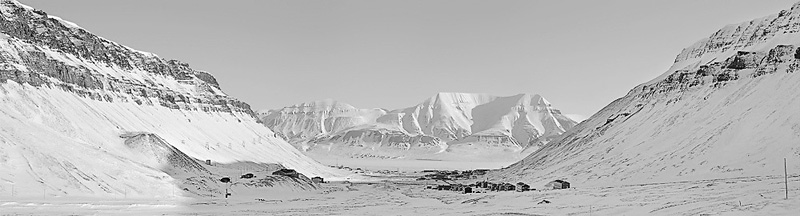
Longyeardalen 2004 sedd från söder mot stadens centrum och den tillfrusna Adventfjorden. Till vänster på fjällsidan syns resterna av kabelbanan till Gruve 1b och nedanför kvarvarande byggnader i Sverdrupbyen